# Joan Vila Simon
Joan Vila Simon (Sarrià de Ter, Gironès, 1954) és un empresari, professor i articulista català.
És enginyer industrial per la UPC i enginyer en tecnologia paperera per la Universitat de Grenoble. Ha estat professor del màster en tecnologia paperera i de l'assignatura L'energia de demà a la Universitat de Girona. Des de l'any 1981, és el director executiu de LC Paper 1881, S.A., una mitjana empresa catalana de fabricació de paper tisú. Des de l'any 2005 escriu una columna setmanal a Diari de Girona sobre economia empresarial i energia. També ha publicat llibres de divulgació i apareix regularment a diversos mitjans de comunicació (televisió i premsa escrita), especialment en debats relacionats amb el món de l'energia, l'empresa i la crisi climàtica.
Vinculat a la Vall de Camprodon per lligams familiars, és un dels creadors i principals impulsors del Grup de Muntanya Vall de Camprodon i la seva secció infantil, anomenada "Eixam".

## Obres
- Caminant per la vall de Camprodon : els nostres camins. (Girona : CCG Edicions, 2003)
- LC Paper : Fàbrica de paper 1881. (Besalú, 2006)
- La crisi des de la trinxera: economia per a empresaris.(Girona : CCG Edicions, 2014)
- Economia en el canvi climàtic : full de ruta cap a la societat frugal (Barcelona : Icària, 2021)[9]